# The Vanishing Dagger

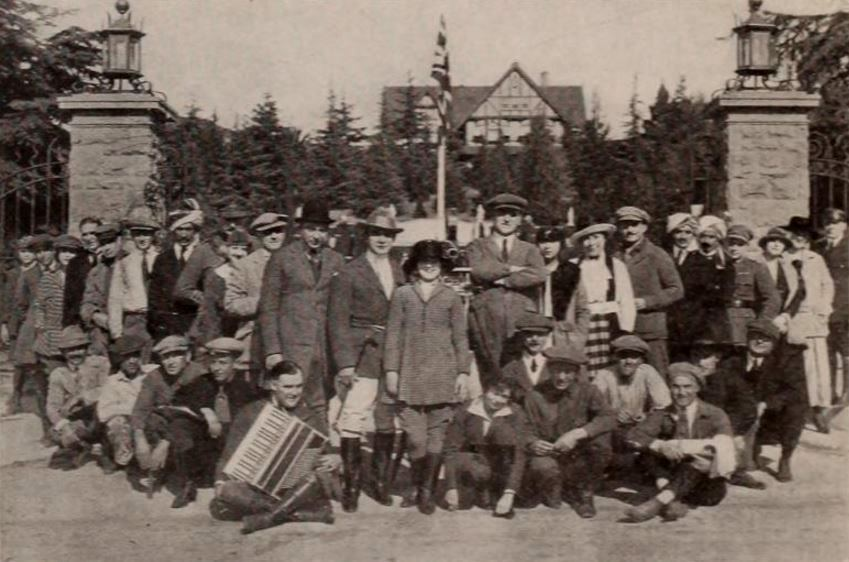
Elenco e produção do seriado The Vanishing Dagger, tendo no centro Eddie Polo e Thelma Percy.

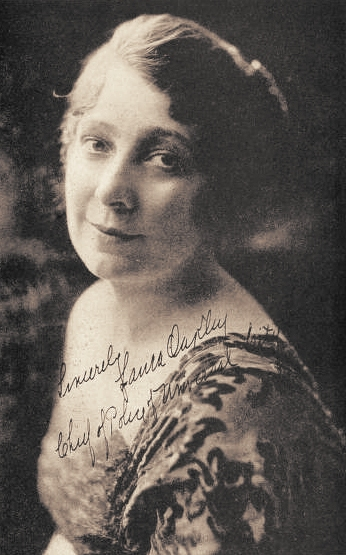
Laura Oakley, que interpreta Mary latimer no seriado.

The Vanishing Dagger (bra: A Punhalada Misteriosa) , também conhecido como The Thirteenth Hour, é um seriado estadunidense de 1920, gênero aventura, dirigido por Edward A. Kull, J. P. McGowan e Eddie Polo, em 18 capítulos, estrelado por Eddie Polo e Thelma Percy. Produzido e distribuído pela Universal Pictures, veiculou nos cinemas estadunidenses a partir de 7 de junho de 1920. As filmagens foram realizadas em Glasgow, na Escócia.
Este seriado é considerado perdido.

## Elenco
- Eddie Polo - John Edward Grant
- Thelma Percy - Elizabeth Latimer
- C. Norman Hammond - Sir George Latimer
- Laura Oakley - Lady Mary Latimer
- Ray Ripley - Prince Narr
- Karl Silvera - Prince Zan
- Ruth Royce[3] - Sonia
- Thomas G. Lingham - King Claypool
- Peggy O'Dare  - Nell
- Texas Watts - Len
- Arthur Jarvis - Sir Richard Upton
- Leach Cross
- Leslie T. Peacocke
- J. P. McGowan

## Capítulos
1. Secret Confession
2. Night of Terror
3. In Death’s Clutches
4. On the Trail of the Dagger
5. End of the Rustlers
6. Terrible Calamity
7. Plunged to His Doom
8. In Unmerciful Hands
9. Lights of Liverpool
10. While London Sleeps
11. A Race to Scotland
12. An Evil Plot
13. Spears of Death
14. Walls of Doom
15. The Great Pendulum
16. Beneath the Sea
17. Beasts of the Jungle
18. The Vanishing Dagger (também conhecido como Silver Linings)

Fonte: 